# Mascarell (Nules)

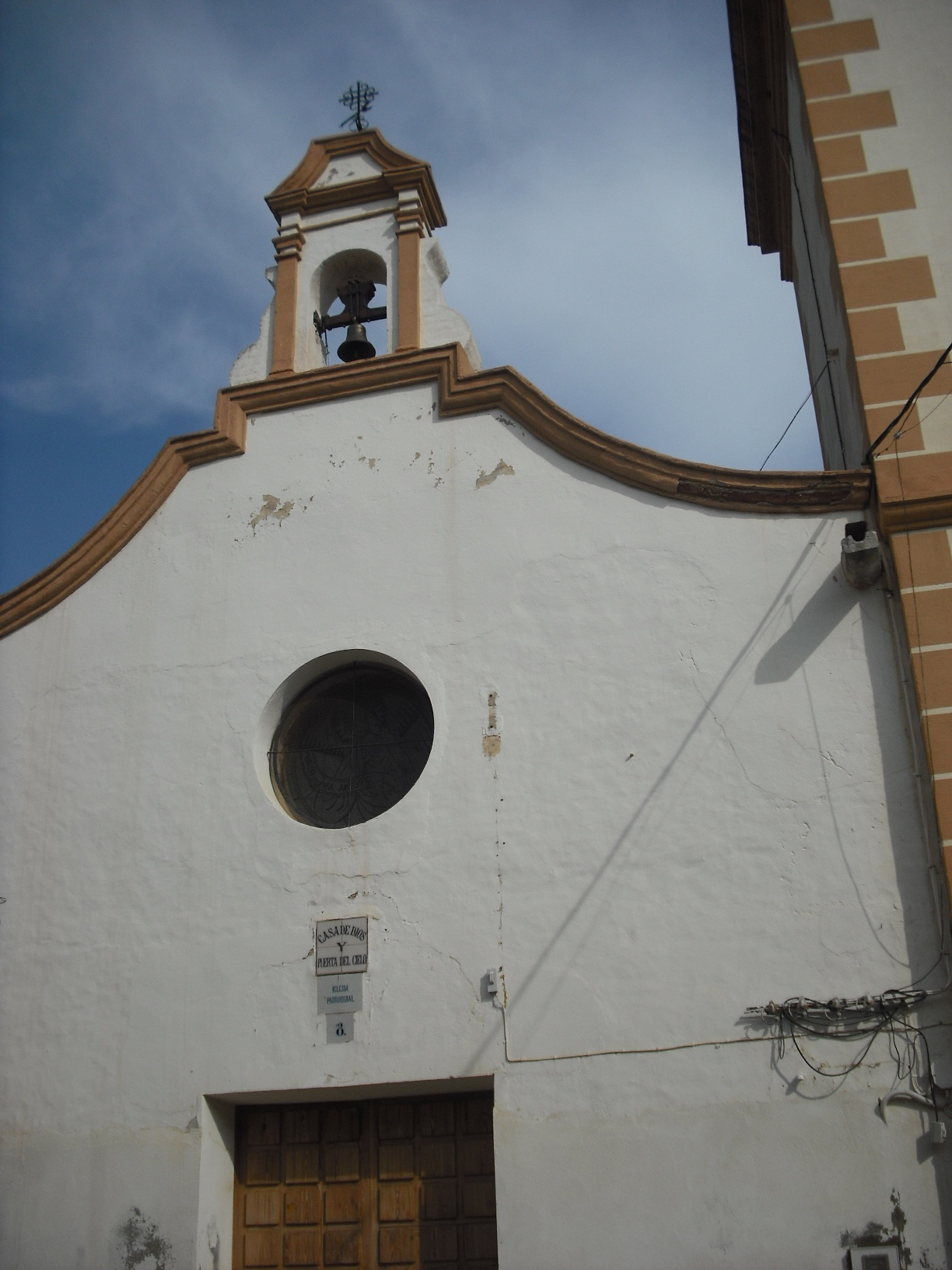
Església de Mascarell.

Mascarell és una petita població emmurallada que pertany a la població de Nules.
És l'única població totalment emmurallada de tot el País Valencià, que pertanyia a la Baronia i Marquesat de Nules junt amb la Vilavella i Moncofa i que passà a ser un annex de Nules a finals del segle xix. Està situada a tan sols 1 km de la ciutat de Nules. Aquest conjunt, declarat com a bé d'interès cultural, compta amb un jardí creat recentment que contribueix a crear un espai acollidor al voltant del recinte emmurallat. Actualment hi viuen unes 200 persones.

## Història
És una població amb un origen lligat a l'expulsió de la població musulmana de la veïna població de Borriana; el primer document que es té del poblat és de 1310, quan Jaume el Just, va expulsar els moriscos de Borriana, i aquests es van establir en el límit entre Nules i Borriana (Mascarell). La construcció de les muralles, principal atractiu de Mascarell, data del 13 de desembre de l'any 1553. Les muralles estaven envoltades per un fossat que en l'actualitat ha estat convertit en séquia de rec. Després de l'expulsió dels moriscos, Mascarell va quedar pràcticament despoblada, i fins ben entrat el segle xviii no es va superar la crisi.

## Patrimoni
Destaca la seua casa consistorial de finals del segle xviii (de proporcions reduïdes però equilibrada i digna) i la seua església parroquial de finals del segle xvii (amb interessants esgrafiats semblants als de l'església de la Sang de Nules). La muralla és de maçoneria sense almenar i està feta de morter, terra i rajola, i al centre de cada costat té una torre. Té dues portes d'accés, que compta com a dues entrades a la pedania en els costats est i oest (sent la del portal de València la principal actualment). La planta de la vila és gairebé quadrangular.

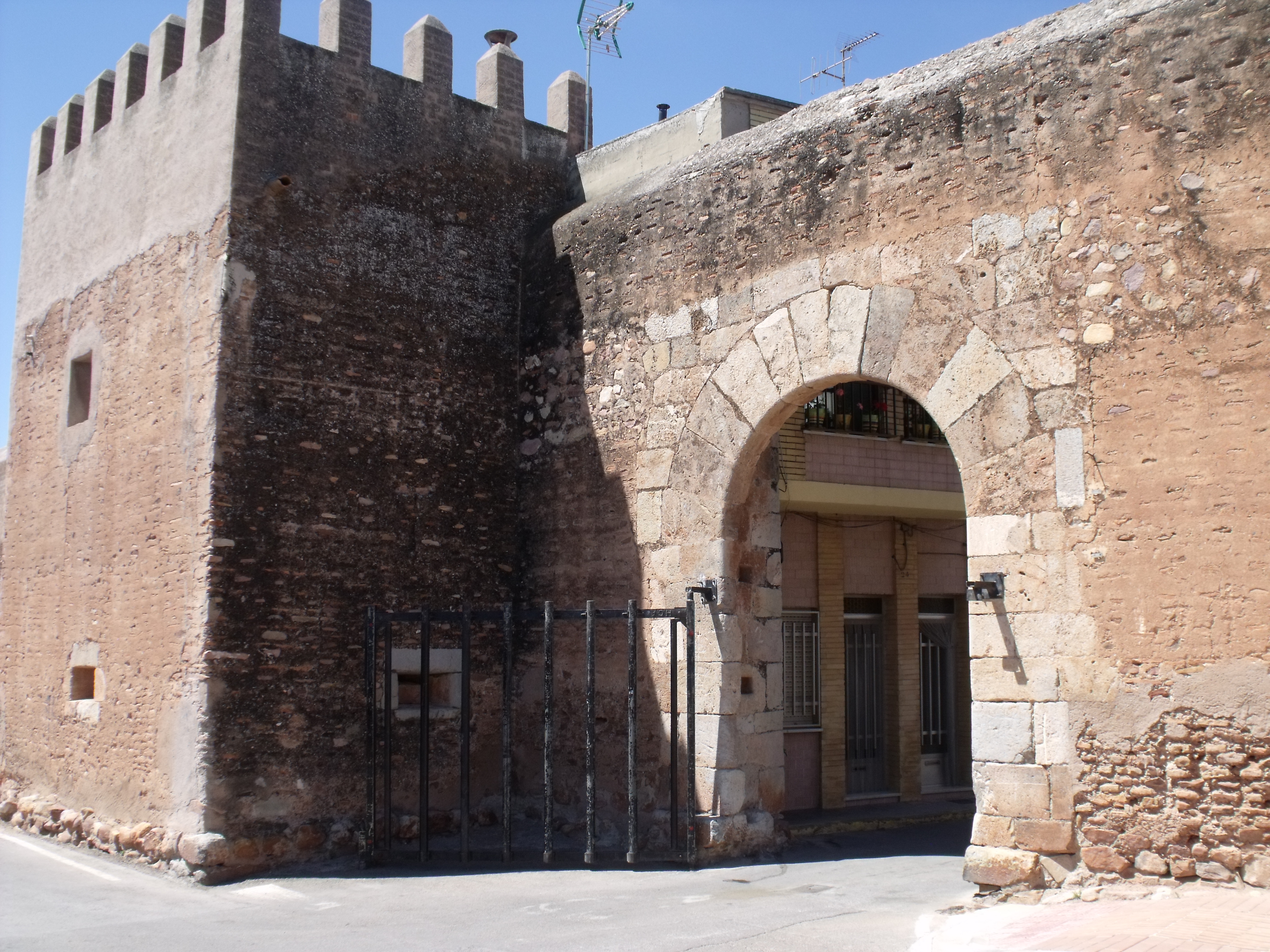
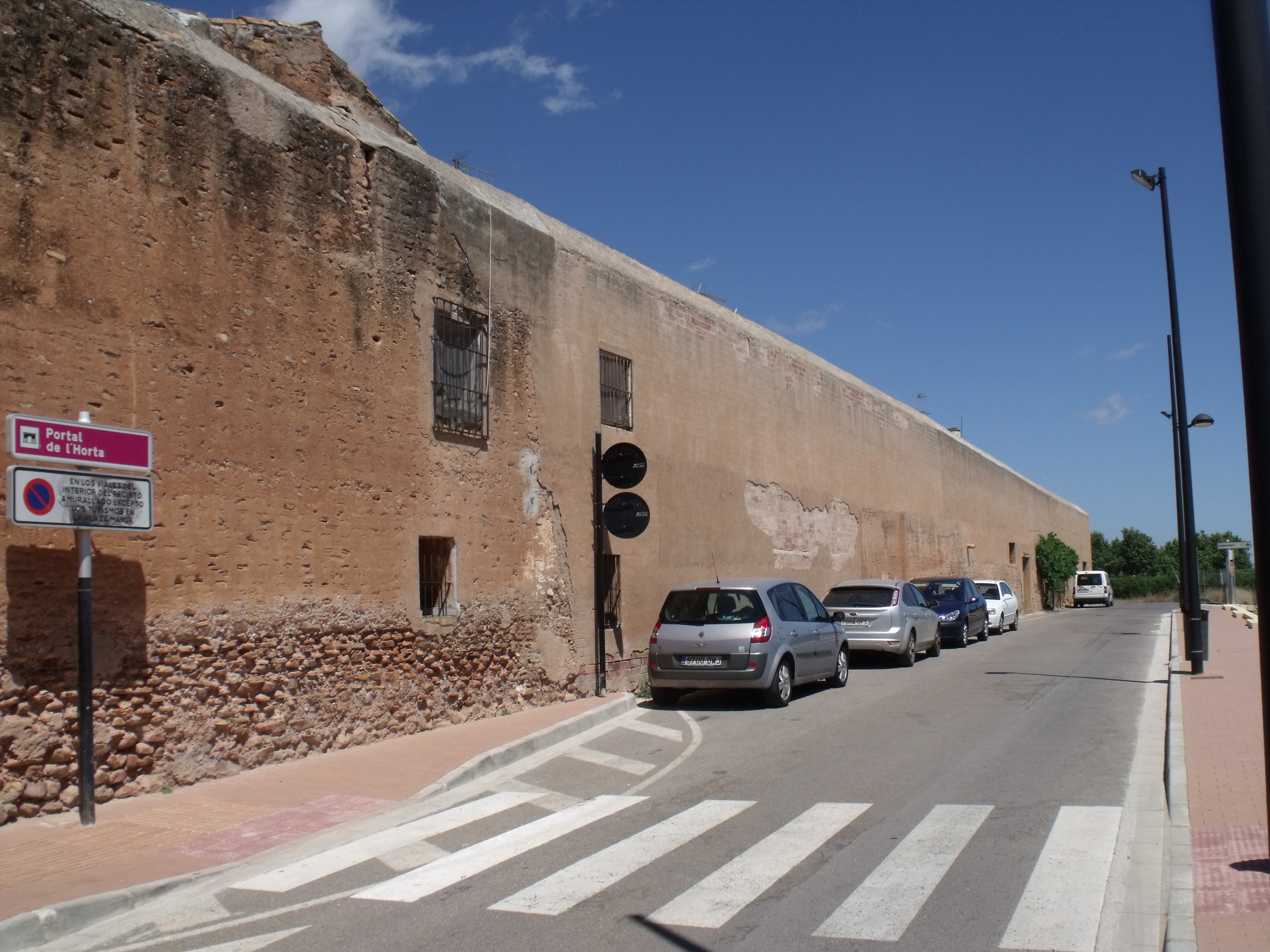
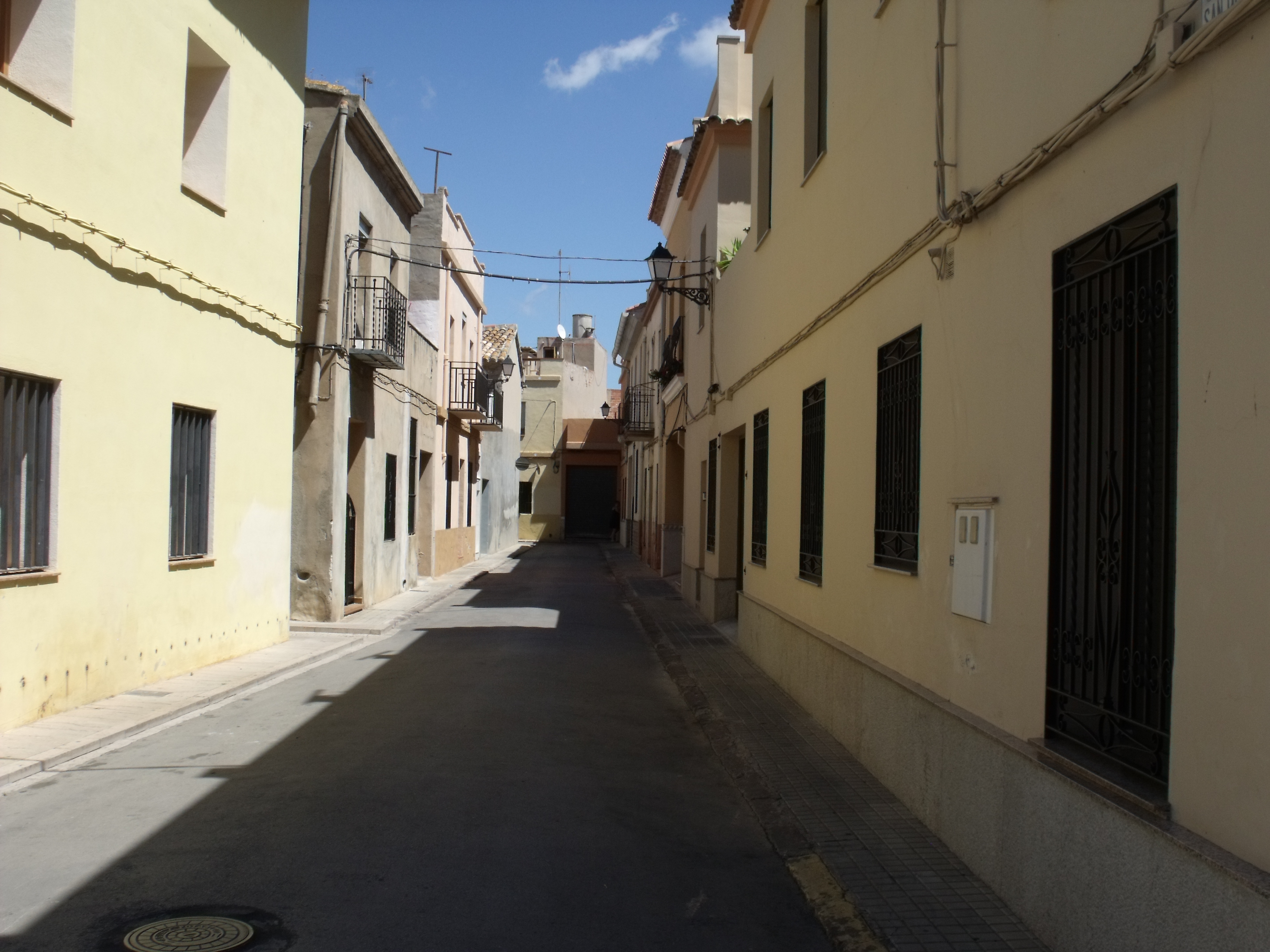
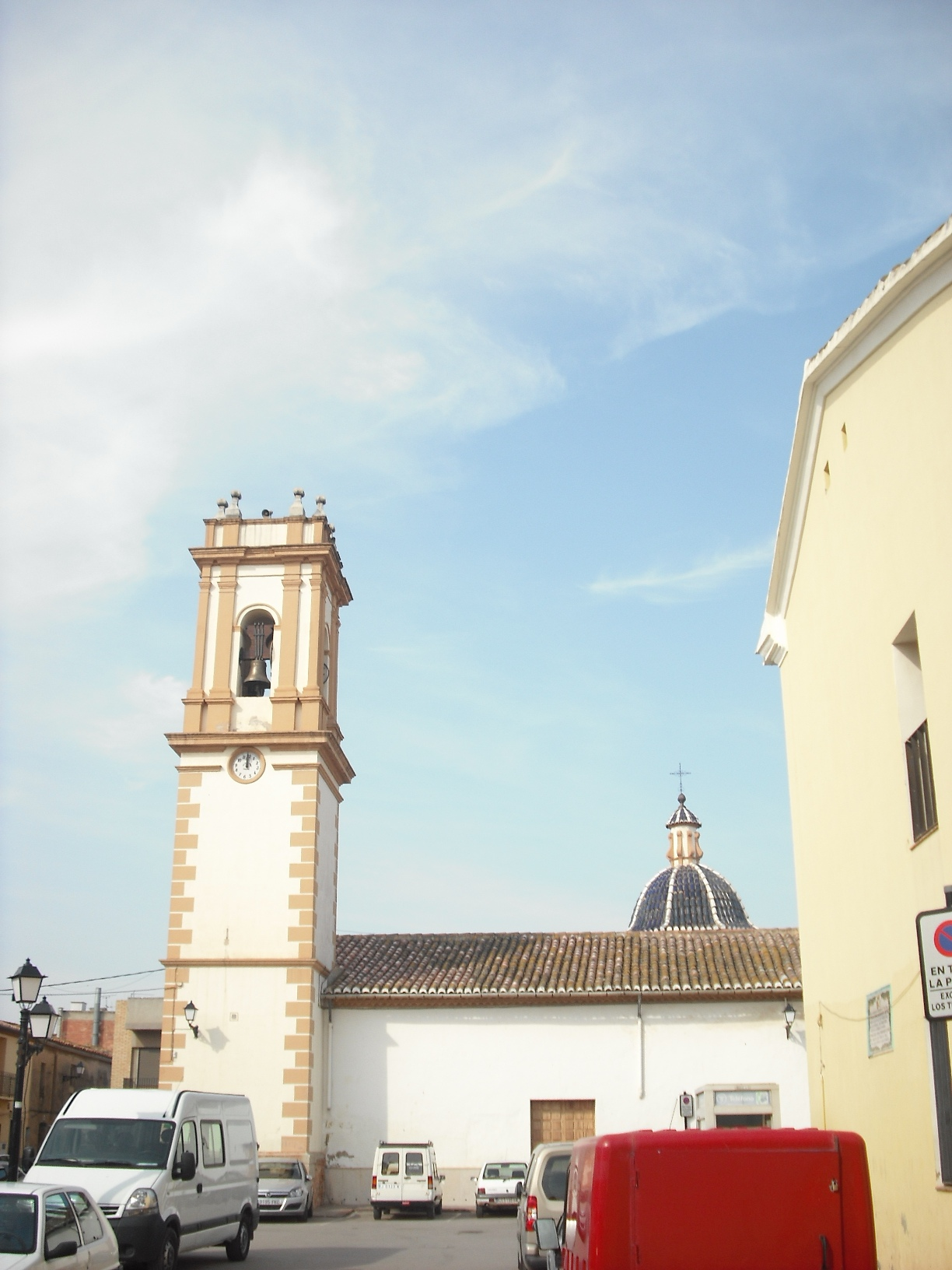
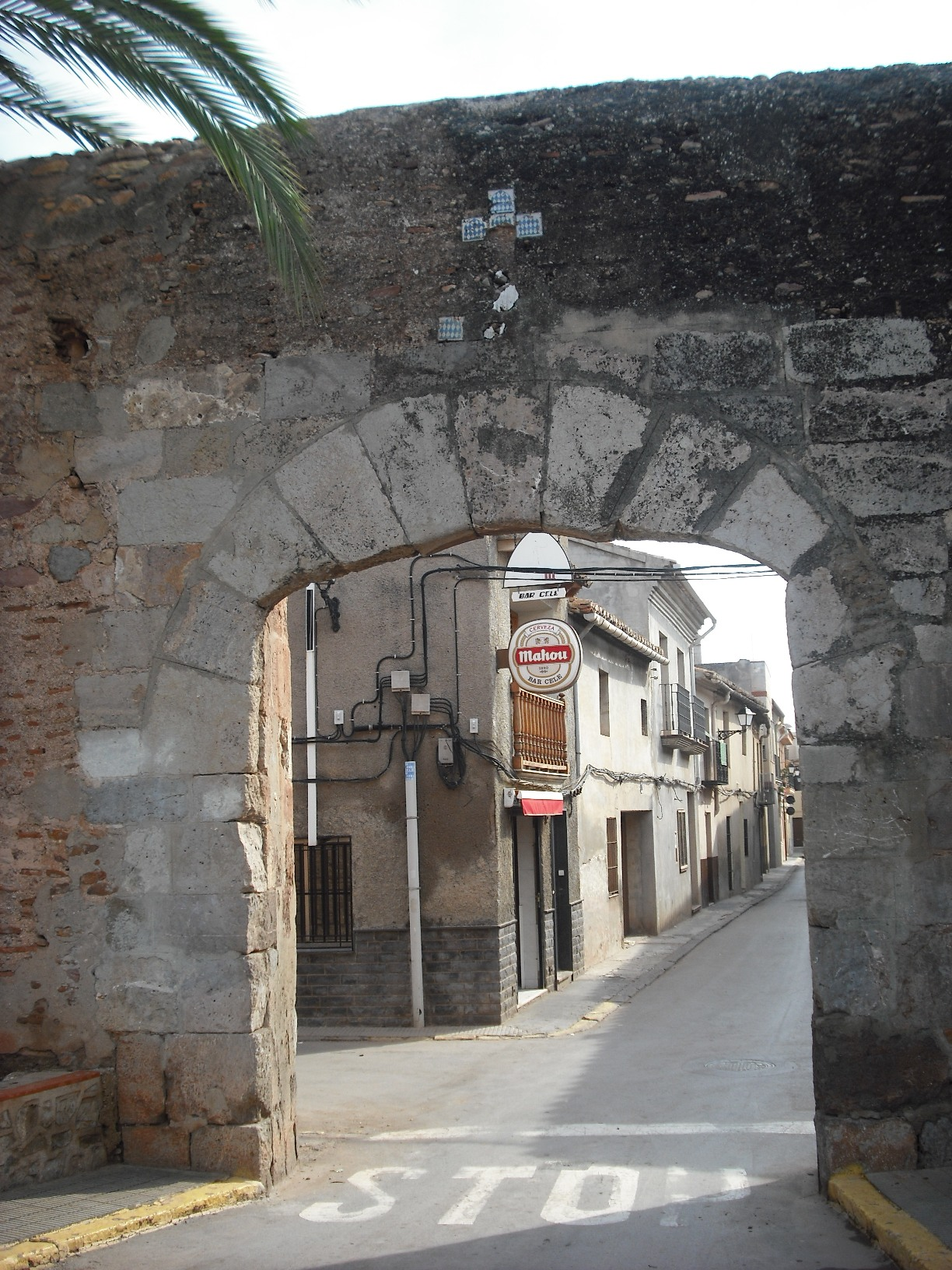
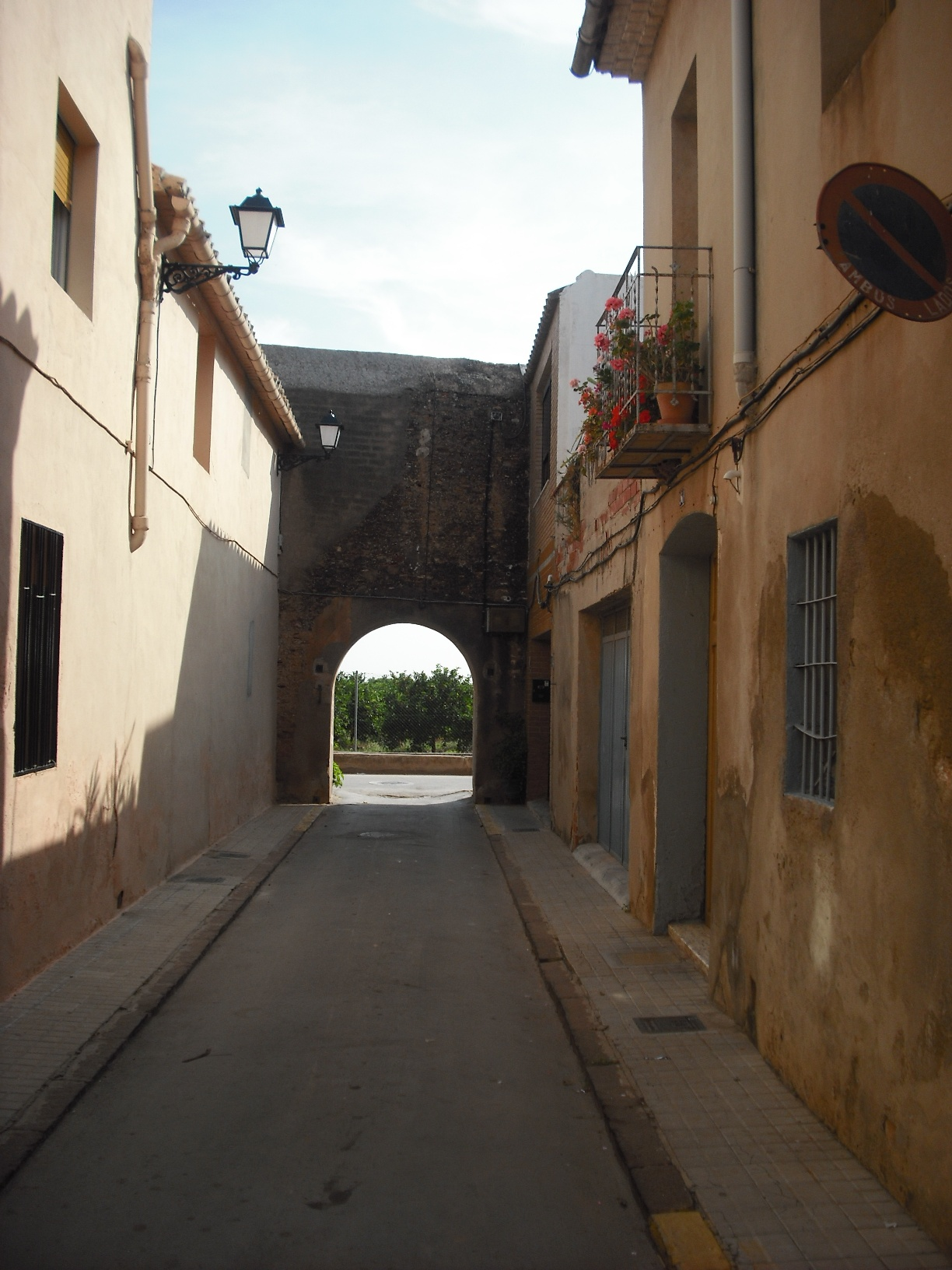

Tot el conjunt arquitectònic de la vila, ha estat declarat bé d'interès cultural.

## Festes
- Festes de Mascarell: Mascarell també celebra les festes pròpies i l'últim cap de setmana del mes d'agost se celebren actes com les revetlles, ball, bous i jocs infantils.
- Fira Medieval de Mascarell: la Fira Medieval és prou recent, ja que es fa des de l'any 2007. La fira compta amb una infinitat de parades dedicades a l'artesania, alimentació, animació, etc. Tots els participants van amb vestits de l'època medieval. Ja en la seua primera edició van tindre una gran acollida, amb més de 60.000 visitants.